# ويليام ميلارد (سياسي)
ويليام ميلارد (بالإنجليزية: William Millard)‏ هو سياسي أسترالي، ولد في 11 يناير 1844، وتوفي في 8 أكتوبر 1921. حزبياً، نشط في حزب التجارة الحرة. وقد انتخب عضو الجمعية التشريعية نيو ساوث ويلز.